# Falcaria (bướm đêm)
Falcaria là một chi bướm đêm thuộc phân họ Drepaninae.

## Các loài
- Falcaria lacertinaria Linnaeus, 1758
- Falcaria bilineata Packard, 1864